# Leibregiment
Als Leibregiment wurden 17. und 18. Jahrhundert vor allem im Heiligen Römischen Reich, in Dänemark und in Schweden diejenigen Regimenter genannt, deren Regimentschef der regierende Landesherr war. Ihm standen zudem die sich daraus im Rahmen der Regiments- bzw. Kompaniewirtschaft ergebenden Einnahmen zu. Ein Leibregiment hatte daher eine grundsätzlich andere Funktion als die Leibgarde. In der Frühen Neuzeit bestanden an Europas Fürstenhöfen über 150 Leibregimenter. Später wurde die Bezeichnung Leibregiment ähnlich wie Garderegiment ein Ehrentitel.
Beispiele:

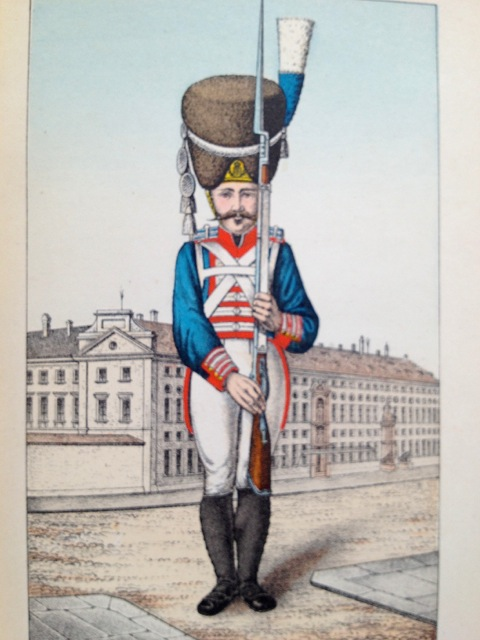
Die Abbildung zeigt einen Soldaten des königlich-bayerischen Leibregimentes vor der Fassade der Münchner Residenz.

- 1. Garde-Regiment zu Fuß (Leibregiment der preußischen Könige, obwohl nicht im Namen enthalten)
- Königlich Bayerisches Infanterie-Leib-Regiment
- Königlich Bayerisches 10. Infanterie-Regiment „König Ludwig“
- 3. Großherzoglich-Hessisches Infanterie-Leibregiment "Großherzogin"

Siehe auch: Leibkompanie